# U-Bahnhof Intendente

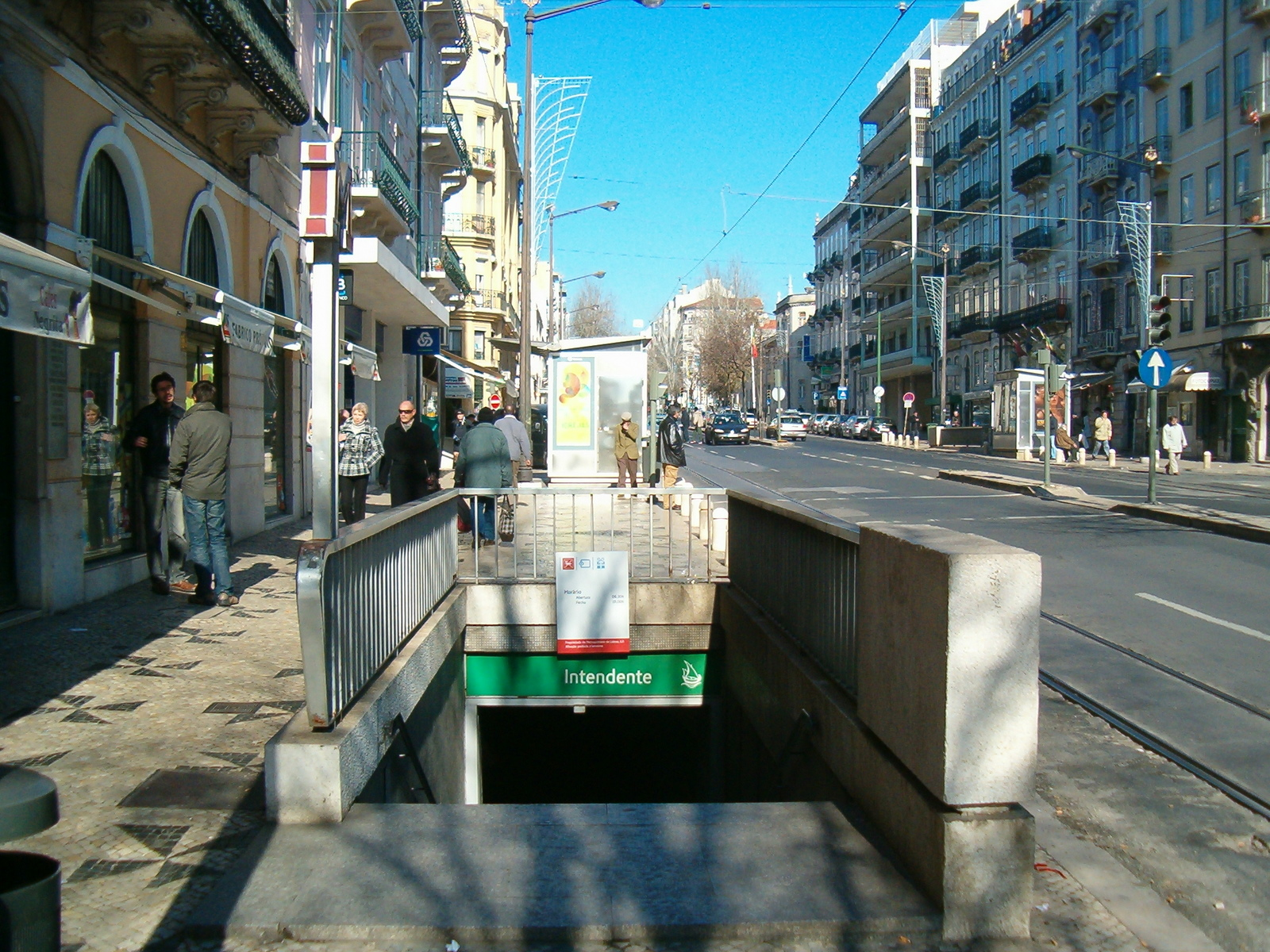
Eingang zum U-Bahnhof Intendente in der Avenida Almirante Cândido dos Reis

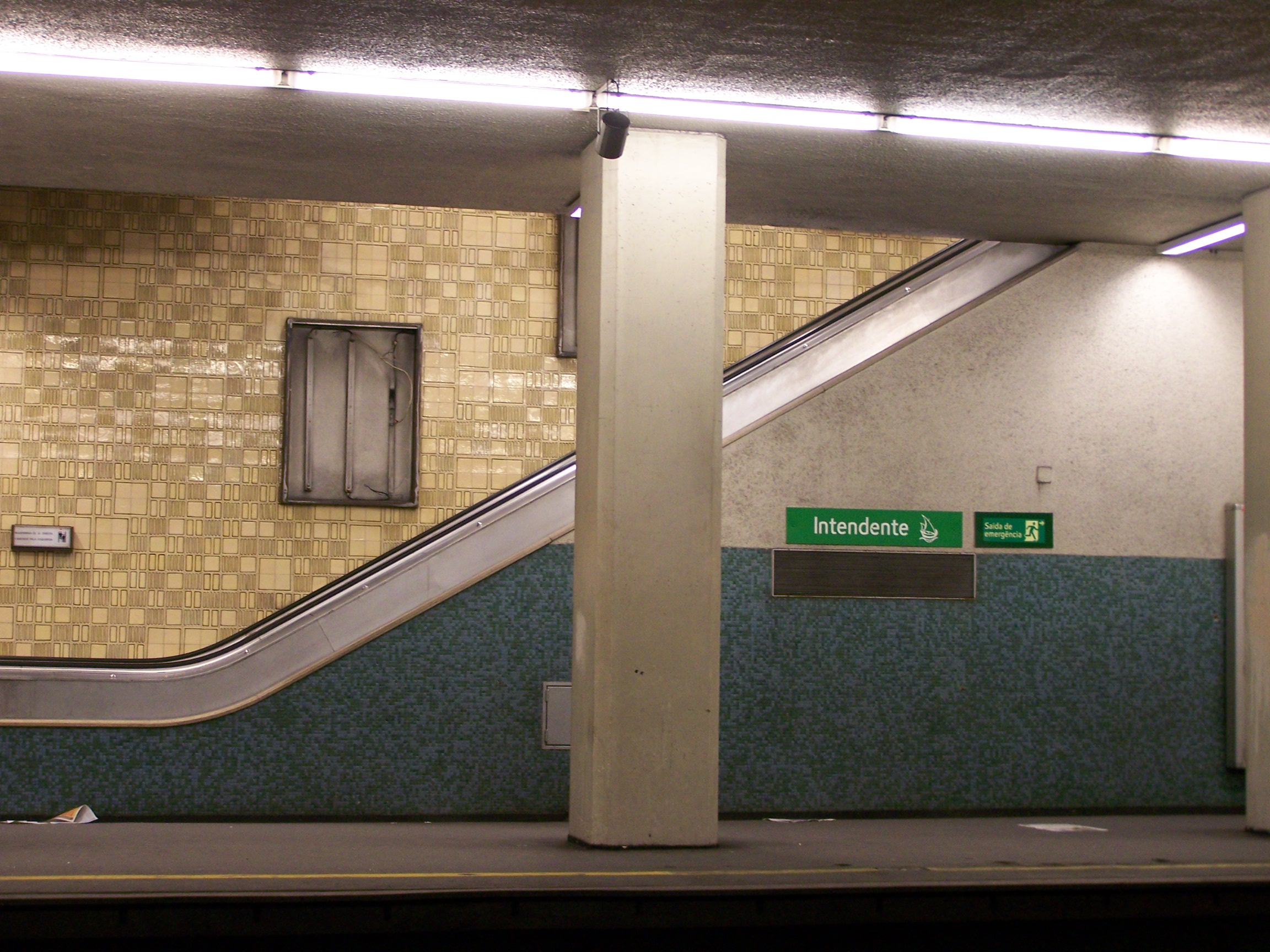
Nördliche Erweiterung des Bahnhofes

Intendente ist ein U-Bahnhof der Linha Verde der Metro Lissabon, des U-Bahn-Netzes der portugiesischen Hauptstadt. Der Bahnhof befindet sich unter der Kreuzung Avenida Almirante Reis / Rua Andrade in der Stadtgemeinde Arroios. Die Nachbarstationen des Bahnhofes sind Martim Moniz und Anjos. Der Bahnhof ging am 28. September 1966 in Betrieb.

## Geschichte
Im Rahmen der geplanten Ausdehnung des damaligen Ypsilon-Netzes der Lissabonner Metro (im Norden zwei Äste nach Entre Campos und Sete Rios, im Süden nach Restauradores) in Richtung Alvalade, ging der U-Bahnhof Intendente, genauso wie seine Nachbarbahnhöfe, Anjos und Martim Moniz, am 28. September 1966 als Teil des Streckenabschnittes Rossio-Anjos in Betrieb. Am 18. Juni 1972 wurde der darauffolgende Abschnitt bis Alvalade eröffnet.
Für die Ausführung des Bahnhofs war auch hier, genauso wie bei den beiden Nachbarbahnhöfen, der portugiesische Architekt Dinis Gomes zuständig, so dass sich die Bahnhöfe relativ stark ähneln. Intentende besitzt eine relativ flache, abgerundete Bahnsteighalle mit damals nur einem Zugang aus Richtung Süden sowie zwei 40 Meter langen Seitenbahnsteigen. Die Künstlerin Maria Keil wiederum war für die Ausgestaltung des Bahnhofes verantwortlich und entwarf verschiedene kleinteilige Fliesen in den Farben Braun, Hellblau und Weiß, die als typisch für die zweite Schaffensphase Keils gelten.
1976/77 wurde der Bahnhof in Richtung Norden erweitert, auch hier war das Duo Gomes/Keil für die Ausführung zuständig. Architektonisch gesehen bricht der Nordteil gänzlich mit dem südlichen. Dieser ist mit einer hohen Bahnsteigdecke ausgestattet und auf beiden Seitenbahnsteigen befindet sich je eine Stützenreihe, hinter denen je eine Rolltreppe zum nördlichen Zwischengeschoss führt. Die Erweiterung mit der Verlängerung der Bahnsteige wurde am 7. März 1977 fertiggestellt.
Bis heute hat sich am Bahnhof selbst nicht viel verändert, so dass dieser bis heute keinen Aufzug besitzt. Nachdem zahlreiche andere Bahnhöfe der Linha Verde in den letzten Jahren saniert worden sind, ist mittelfristig auch eine Sanierung des Bahnhofes Intendente zu erwarten.

## Verlauf
Am U-Bahnhof bestehen Umsteigemöglichkeiten zu den Buslinien der Carris.
| Linie | Verlauf |
| ----- | --- |
|       | Telheiras – Campo Grande – Alvalade – Roma – Areeiro – Alameda – Arroios – Anjos – Intendente – Martim Moniz – Rossio – Baixa-Chiado – Cais do Sodré |